# Volkmar Kramarz
Volkmar Kramarz (* 1954 in Beuel, heute Bonn-Beuel) ist ein deutscher Musikwissenschaftler, Journalist und Autor.

## Leben
Kramarz wuchs in Beuel auf und machte 1972 sein Abitur am Kardinal-Frings-Gymnasium. Er besuchte die Musikhochschule Köln und studierte ab 1973 Musikwissenschaft mit den Nebenfächern Kommunikationswissenschaft, Phonetik und Pädagogik an der Rheinischen Friedrich-Wilhelm-Universität Bonn. 1981 promovierte er zur „Harmonieanalyse der Rockmusik“.
Kramarz war ab 1978 als freier Musikjournalist für Tageszeitungen tätig, ab 1982 schließlich im Hörfunk. Von 1984 an war er als Redakteur beim Westdeutschen Rundfunk festangestellt, zuständig für Musiksendungen bei WDR 1, darunter der Rockpalast. 1994/95 gehörte er zum Gründungsteam des Radiosenders 1 Live.
Von 2000 bis 2018 war er Dozent und wissenschaftlicher Mitarbeiter am Seminar für Musik- und Medienwissenschaft an der Universität Bonn. Er nahm des Weiteren Lehraufträge an der Gesamthochschule Kassel, der Hochschule Bonn-Rhein-Sieg sowie an den Universitäten Wien und Köln an. Kramarz analysierte Erfolgsfaktoren von Popsongs und fand heraus, dass die meisten Hits auf jeweils nur einer von drei unterschiedlichen Akkordfolgen basierten, sogenannter „Pop-Formeln“ (siehe auch I–V–vi–IV). Er veröffentlichte hierzu zahlreiche Bücher sowie in Fachzeitschriften wie Gitarre & Bass. Außerdem schrieb er Songbücher für Alben der Neuen Deutschen Welle, Klaus Lage und Herbert Grönemeyer, darunter 4630 Bochum.
Er moderierte von 1986 bis 2004 das Festival Rheinkultur und ist bis heute Jurymitglied des Nachwuchswettbewerbs Toys2Masters sowie Dozent am Rock & Pop Zentrum Bonn. Ehrenamtlich baute Kramarz ab 1997 die Radio-AG „Frings on Air“ am Kardinal-Frings-Gymnasium auf, die seitdem eine monatliche Sendung bei Radio Bonn/Rhein-Sieg produziert. Zudem unterstützte er ab 2003 den Aufbau der Musikredaktion des Campusradios Bonncampus 96,8.
Kramarz lebt in Beuel, ist verheiratet und hat drei Kinder, darunter die Musiker Daniel Kramarz und Donata Kramarz.

## Veröffentlichungen (Auswahl)
- Harmonieanalyse der Rockmusik. Schott, 1983. (Dissertation)
- Die E-Gitarre. Voggenreiter Verlag, 1983.
- Die Pop Formeln. Voggenreiter Verlag, 2006.
- Die HipHop Formeln. Voggenreiter Verlag, 2009.
- Warum Hits Hits werden. Transcript, 2014.
- Historisches Beuel. BonnBuchVerlag, 2023.

## Auszeichnungen
- Kurt-Magnus-Preis (1988)[5]